# زانج تشانكيو

ملصق مؤيد لعصابة الأربعة يظهر صور زانغ

زانج تشانيكو أو تشانغ تشون تشياو (21 فبراير 1917 -21 أبريل 2005) منظر وسياسي شيوعي صيني ثوري عضو في الجماعة الماوية المعروفة باسم عصابة الأربعة من أبرز قادة الثورة الثقافية
ولد في مقاطعة جو وشاندونغ وعمل كاتباً في الثلاثينات انضم للحزب الشيوعي الصيني عام 1938 وكان صحفياً بارزاً والتقى جيانغ تشينغ في شنغهاي وكان من أبرز من أطلق الثورة الثقافية في الصين، ظهر تشانغ أو زانغ علي الساحة الصينية بعد مقال نشره في صحيفة التحرير بعنوان «تدمير أفكار الملكية القانونية البرجوازية.» لفت المقال نظر الرئيس ماو تسي تونغ فأعطى تعليمات بنشر المقال السياسي في أكبر وأهم صحيفة يومية في الصين وهي («صحيفة الشعب اليومية»)، وكتب ماو تسي تونغ شخصياً مقدمة بعنوان «ملاحظة المحرر»
وكان زانغ ينظر اليه على أنه واحد من مؤيدي ماو تسي تونغ بالكامل.
في فبراير1967 أصبح رئيس اللجنة الثورية في المدينة، ويشمل كلا من منصبي رئيس بلدية المدينة وأمين لجنة الحزب الشيوعى الصينى، حتى تم استعادة الوظيفة الأخيرة في عام 1971 . في نيسان 1969 انضم إلى المكتب السياسي للجنة المركزية وفي عام 1973 تمت ترقيته إلى اللجنة الدائمة للمكتب السياسى. في يناير 1975 أصبح هو النائب الثاني ل رئيس مجلس الوزراء وتحتل المرتبة الأولى بعد أن تم تطهير دنغ شياو بينغ للمرة السادسة في عام 1981 . محاولته للترويج لنفسه أعلى في التسلسل الهرمي للحزب انتهى عندما ألقي القبض عليه في أكتوبر تشرين الأول عام 1976. وحكم عليه بالإعدام، جنبا إلى جنب مع جيانغ تشينغ، في عام 1984، ولكن تم تخفيف الحكم إلى السجن مدى الحياة.
وأفرج عنه لأسباب صحية في عام 1998 و
مازال الماويون خارج الصين، وجزء كبير، وربما الأغلبية منهم يتمسكون بأفكارو نظريات تشانغ تشون تشياو مقالته الأكثر احتراما هي «في ممارسة الدكتاتورية من جميع النواحي على البورجوازية،» أوضح فيها الأسس ومدى المشكلة من البرجوازية في الصين وما يتعين القيام به لمنع عودة الرأسمالية.

## روابط خارجية
- زانج تشانكيو على موقع مونزينجر (الألمانية)